# Le Grand Bain
Le Grand Bain (bra: Um Banho de Vida) é um filme de 2018 co-escrito e dirigido por Gilles Lellouche. Foi apresentado no Festival de Cinema de Cannes 2018 na seleção oficial "fora de competição". No Brasil, foi lançado nos cinemas pela Pagu Pictures em 21 de março de 2019.

## Sinopse
Prestes a terem uma crise de meia idade, um grupo de caras de 40 anos decidem formar uma equipe de nado sincronizado, mas só para homens.

## Elenco

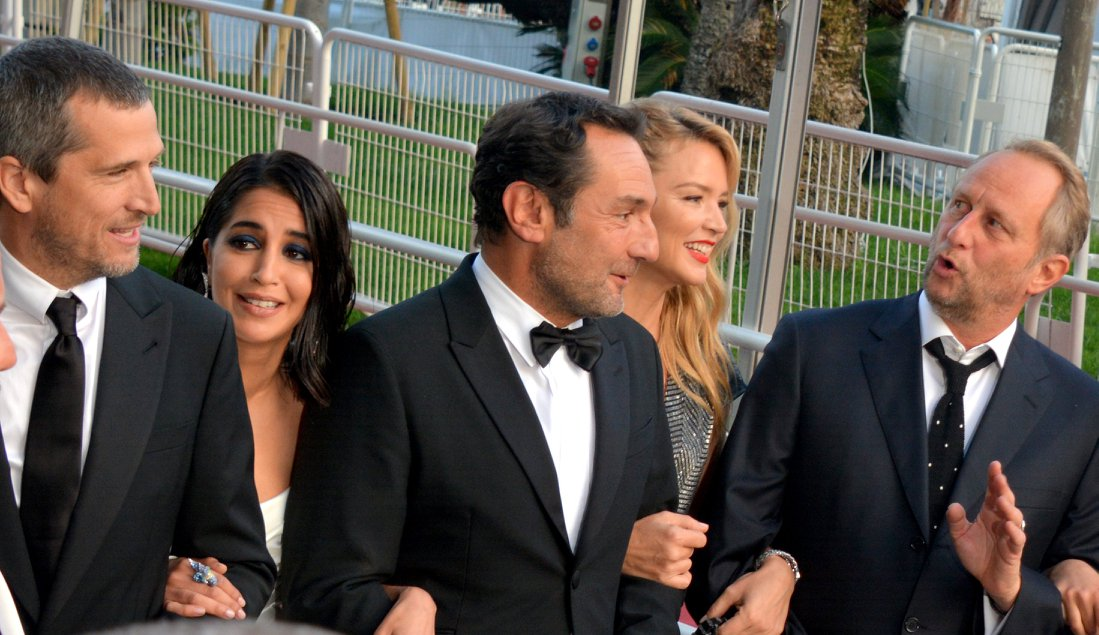
Guillaume Canet, Leïla Bekhti, Gilles Lellouche, Virginie Efira e Benoît Poelvoorde durante a apresentação do filme no Festival de Cannes 2018

- Guillaume Canet - Laurent
- Virginie Efira - Delphine
- Mathieu Amalric - Bertrand
- Leïla Bekhti - Amanda
- Benoît Poelvoorde - Marcus
- Jean-Hugues Anglade - Simon
- Marina Foïs - Claire
- Jonathan Zaccaï - Thibault
- Philippe Katerine - Thierry
- Noée Abita - Lola

## Recepção
Na França, o filme tem uma nota média de 4,1/5 no AlloCiné calculada a partir de 40 resenhas da imprensa. No site agregador de críticas Rotten Tomatoes, 76% das 29 resenhas dos críticos são positivas, com uma classificação média de 5,9/10. O consenso do site diz: "Um elenco talentoso e uma reviravolta agradavelmente agridoce em uma história familiar ajudam Sink or Swim a terminar um ou dois passos à frente de uma comédia mediana." O Metacritic, que usa uma média ponderada, atribuiu ao filme uma pontuação de 46 em 100, baseado em 6 críticos, indicando críticas "mistas ou médias".